# Пивний бум
«Півфест» (англ. Beerfest; інша назва «Пивний бум») — американська кінокомедія, в якій центральною темою є пиво. Фільм був створений комедійною групою Broken Lizard в 2006.

## Сюжет
Фільм починається з того, що колорадські брати Джен та Тодд Вульфхаус присутні на похоронах свого діда Йоханна фон Вульфхаусена, іммігранта з Німеччини, засновника сімейного ковбасного ресторану і таверни під назвою «Шнітсенгіггл». Вони дізнаються від своєї прабабусі, що сімейна традиція вимагає від них полетіти в Мюнхен, щоб повернути попіл діда в рідне місто. Джен та Тодд з радістю приймають цей обов'язок, тому що в цей час відбувається Октоберфест.
Прабабуся (яку вони називають «Гам Гам») пояснює їм, що містер Шнідельвіхсен зустріне їх на святі і відведе їх туди, де буде лежати попіл діда. Прибувши до Мюнхена, брати ненароком розвалюють один з наметів Октоберфесту, після того як почали бійку з австралійськими моряками.
Містер Шнідельвіхсен відводить їх на «Півфест», підпільне змагання з питва пива, яке веде барон Вольфганг фон Вульфхаусен. По прибуттю, брати бачать, як німецька національна команда перемагає ірландську команду і дізнаються, що члени німецької команди є їхніми родичами. Німці пояснюють, що дід Джена і Тодда вкрав рецепт пива перед тим, як бігти в Америку. Вони вимагають рецепт назад і стверджують, що їх прабабуся була німецькою повією. Джен та Тодд викликають своїх родичів на пивне змагання, але швидко програють. Після повернення додому вони клянуться помститися німцям, які висипали попіл діда прямо на братів.
Щоб перемогти німців, Джен і Тодд збирають команду своїх друзів з університету, щоб створити американську команду. Першим вони беруть Філа «Насип» Крандла, товстого колишнього працівника пивоварні, який любить пиво (тому його і звільнили). Потім вони пропонують Чарлі «Фінку» Фінклштейну, професору біохімії, поквитатися з німцями за Голокост (Фінк — єврей). Третій рекрут — Баррі Бадрінат, який краще за всіх грає в пивні гри. Вони дізнаються, що Баррі працює як жиголо. Тодд не бажає Баррі в команді, адже в університеті він переспав з теперішньою дружиною Тодда. Команда збирається тренуватися в питті та грі цілий рік до наступного змагання, а Чарлі намагається розгадати таємницю пиття «чобота» (нім. das boot), величезної склянки у формі чобота.
Під час тренування американці дізнаються, що їхній дід не крав рецепту пива. Його батько сховав рецепт в ляльці, яку він подарував своєму молодому синові. Йоханн повинен був стати його намісником в сімейній пивоварні в Баварії, оскільки він був його первістком (попри те, що Йоханн незаконнонароджений). Команда варить пиво «Шнітсенгіггл» за рецептом, що виявляється найкращим пивом у світі. Німцям вони посилають пляшку пива, щоб їх роздратувати. Німці припливають до Америки на підводному човні і пропонують братам продати рецепт. Брати відмовляються, але німці до цього заслали до них шпигунку на ім'я Черрі, яка прикидається медсестрою їх прабабусі. Вона краде диск з рецептом і вбиває Насип, скинувши його у величезний чан бродячого пива (він намагається випити пиво, але гине або від отруєння алкоголем, або від нестачі повітря). Після похорону Насипу команда вирішує відмовитися від задуму. Але тут з'являється брат-близнюк Насипу на ім'я Гіл. Він просить зайняти місце брата в команді і виявляється кращим за Філа в усьому. Він навіть просить, щоб його називали Насипом на честь брата (пізніше він навіть займається сексом з вдовою брата, яка ховає фотографії чоловіка, замінюючи їх фотографіями Гіла).
Команда подорожує до Німеччини на змагання. Вони програють німцям у фіналі через втручання Черрі, але Джен, не знаючи, що вона вкрала рецепт, пропонує німцям угоду. Він вмовляє їх погодитися на матч-реванш; якщо американці знову програють, то німці отримають рецепт; якщо американці виграють, то отримають сімейну пивоварню. Німці кажуть, що рецепт уже в них, але Фінк розкриває, що на диску зовсім не той рецепт, після чого Вольфганг страчує Черрі. Використовуючи відкриття Фінка про «чобіт», американці виграють змагання і отримують пивоварню (Вольфганг навіть киває їм як гідним переможцям).
Відзначаючи перемогу в Амстердамі, команда натикається на Віллі Нельсона, який пропонує їм взяти участь у змаганні з куріння марихуани, адже його команда, Чіч і Чонг, відмовилися брати участь. Команда з радістю погоджується.

## У ролях
| Актор                | Роль                      |
| -------------------- | ------------------------- |
| Пол Сотер            | Джен Вульфхаус            |
| Ерік Столханскі      | Тодд Вульфхаус            |
| Джей Чандрасекхар    | Баррі Бадрінат            |
| Кевін Хеффернан      | Філ / Гіл «Насип» Крандл  |
| Стів Лем             | Чарлі «Фінк» Фінклштейн   |
| Юрген Прохнов        | Вольфганг фон Вульфхаусен |
| Уїлл Форт            | Отто                      |
| Ерік Християн Олсен  | Гюнтер                    |
| Ральф Меллер         | Хаммахер                  |
| Гунтер Шліркамп      | Шлеммер                   |
| Нат Факсон           | Рольф                     |
| Мо'Нік               | Черрі                     |
| Дональд Сазерленд    | Йоханн фон Вульфхаусен    |
| Клоріс Лічман        | «Гам Гам»                 |
| Бланчард Райан       | Кріста Крандл             |
| Філіпп Бреннінкмейер | Рефері                    |
| Кандас Сміт          | Наомі                     |
| Віллі Нельсон        | в ролі самого себе        |
| Джеймс Роудей        | німецький посланник       |
| Джон Шумський        | інший німецький посланник |

## Цікаві факти
- Склянка «das boot» є посиланням на фільм Човен (нім. Das Boot), в якій також зіграв Юрген Прохнов. Також, під час сцени в підводному човні, персонаж Прохнова каже що одного разу з ним трапився неприємний випадок в підводному човні, швидше за все чергове посилання на фільм.
- «Пивний бум» — один з фільмів, який пародіюють в американській комедії «Дуже епічне кіно».